# Diecezja Orlu
Diecezja Orlu – diecezja rzymskokatolicka  w Nigerii. Powstała w 1980.

## Biskupi ordynariusze
- Bp Gregory Ochiagha (1980-2008)
- Bp Augustine Ukwuoma (od 2008)